# رودریک میراندا
رودریک میراندا (انگلیسی: Roderick Miranda؛ زادهٔ ۳۰ مارس ۱۹۹۱) بازیکن فوتبال اهل پرتغال است که در پست مدافع میانی برای ملبورن ویکتوری در ای-لیگ بازی می‌کند.
وی همچنین در تیم‌های ملی فوتبال زیر ۱۷ سال پرتغال، زیر ۱۸ سال پرتغال، زیر ۱۹ سال پرتغال، و زیر ۲۰ سال پرتغال بازی کرده‌است.